# Kinds och Åtvids kontrakt
Kinds och Åtvids kontrakt var ett kontrakt i Linköpings stift inom Svenska kyrkan. Kontraktet upphörde 31 december 2007 varvid huvuddelen av församlingarna (fyra av fem pastorat) överfördes till det nybildade Stångå kontrakt, medan Åtvids pastorat fördes till Söderköpings kontrakt.
Kontraktskoden var 0207.

## Administrativ historik
Kontraktet bildades 1992 av
från hela Kinds kontrakt (där sedan församlingarna 2008 uppgick i Stångå kontrakt)
- Vists församling tillförd 1962 från Domprosteriet
- Vårdnäs församling
- Tjärstads församling
- Kättilstads församling
- Hägerstads församling
- Oppeby församling
- Horns församling
- Hycklinge församling
- Kisa församling
- Västra Eneby församling
- Tidersrums församling tillförts 1962 från Ydre och Södra Vedbo kontrakt

från del av då upphörda Bankekinds och Skärkinds kontrakt (där sedan församlingarna 2008 uppgick i Stångå kontrakt)
- Bankekinds församling
- Askeby församling
- Örtomta församling

från del av då upphörda Bankekinds och Skärkinds kontrakt (där sedan församlingarna 2008 uppgick i Söderköpings kontrakt) 
- Åtvids församling
- Grebo församling som 2006 uppgick i Grebo-Värna församling
- Värna församling som 2006 uppgick i Grebo-Värna församling
- Björsäters församling som 2006 uppgick i Björsäter-Yxnerums församling
- Yxnerums församling som 2006 uppgick i Björsäter-Yxnerums församling

1998 tillfördes från Norra Tjusts kontrakt (där sedan församlingarna 2008 uppgick i Söderköpings kontrakt) 
- Hannäs församling
- Gärdserums församling